# Anders Thornell
Anders Bertil Thornell, född den 12 februari 1932 i Kalmar, är en svensk ämbetsman och civilekonom.
Thornell avlade studentexamen 1951 och examen vid Malmö handelsgymnasium 1953. Han diplomerades vid Handelshögskolan i Göteborg 1956 och anställdes vid Överståthållarämbetet samma år. Thornell blev förste taxeringsrevisor vid länsstyrelsen i Kalmar län 1960,  biträdande länsrevisor vid länsstyrelsen i Örebro län 1966, extra avdelningsdirektör vid Riksskattenämnden samma år, extra ordinarie avdelningsdirektör vid Riksskatteverket 1971 samt länsråd och chef för skatteavdelningen vid länsstyrelsen i Södermanlands län 1977. Han fick 1987 regeringens förordnande som länsskattechef vid Länsskattemyndigheten i Södermanlands län. 